# Kürten
Kürten är en kommun och ort i Rheinisch-Bergischer Kreis i det tyska förbundslandet Nordrhein-Westfalen. Kürten har cirka 20 000 invånare.

## Ortsteile
Kürten består av 69 Ortsteile:
Ahlendung, Bechen, Biesenbach, Biesfeld, Bilstein, Blissenbach, Bornen, Breibach, Broch, Broich, Broichhausen, Burgheim, Busch, Dahl, Delling, Dörnchen, Dorpe, Duhr, Dürscheid, Eichhof, Eisenkaul, Engeldorf, Enkeln, Forsten, Furth, Hachenberg, Hahn, Heiderjansfeld, Hembach, Herrscherthal, Herweg, Höchsten, Hufe, Hungenbach, Hutsherweg, Jähhardt, Junkermühle, Kalsbach, Kochsfeld, Kohlgrube, Laudenberg, Miebach, Müllenberg, Nassenstein, Nelsbach, Oberbersten, Oberbörsch, Oberkollenbach, Oeldorf, Offermannsberg, Offermannsheide, Olpe, Olperhof, Petersberg, Richerzhagen, Schanze, Schnappe, Schwarzeln, Selbach, Spitze, Sülze, Sürth, Unterbersten, Unterbörsch, Unterossenbach, Viersbach, Waldmühle, Weiden, Weier och Wolfsorth.